# Upsilon2 Cancri
Título a ser usado para criar uma ligação interna é Upsilon2 Cancri.
Upsilon2 Cancri (32 Cancri) é uma estrela na direção da constelação de Cancer. Possui uma ascensão reta de 08h 33m 00.14s e uma declinação de +24° 05′ 05.7″. Sua magnitude aparente é igual a 6.35. Considerando sua distância de 421 anos-luz em relação à Terra, sua magnitude absoluta é igual a 0.80. Pertence à classe espectral G9III.